# 1747
1747 (MDCCXLVII) fue un año común comenzado en domingo según el calendario gregoriano.

## Acontecimientos
- 9 de abril: en la Torre de Londres (Inglaterra), el jacobita escocés Lord Lovat es decapitado por alta traición. Fue la última persona ejecutada de esta manera en ese país.
- 20 de junio: en Quchán (Irán) es asesinado el rey Nader Shah.
- 2 de julio: cerca de Maastricht (Bélgica), 80 000 franceses vencen a 60 000 sajones en la batalla de Lafelt.

## Nacimientos
- 25 de enero: Abraham Louis Breguet, físico, relojero y empresario suizo (f. 1823).
- 19 de enero: Johann Elert Bode, astrónomo alemán (f. 1826).
- 21 de febrero: Eugenio Espejo, líder independentista ecuatoriano (f. 1795).
- Andrés Alcázar y Díez de Navarrete, militar y político chileno.

## Fallecimientos
- 18 de enero: Antonio de Literes, compositor español (n. 1673).
- 20 de junio: Nader Shah, rey persa.
- 8 de julio: Giovanni Bononcini, compositor y violonchelista italiano (n. 1670).
- 4 de octubre: Amaro Pargo, corsario y comerciante español (n. 1678).
- 9 de noviembre: Philibert Orry, aristócrata y hombre de Estado francés (n. 1689).
- Alain-René Lesage: novelista y dramaturgo francés.